# Mikki van Sas
Mikki van Sas (Utrecht, 29 februari 2004) is een profvoetballer die doorgaans als keeper speelt.

## Clubcarrière

### Opleiding
Van Sas begon met voetballen bij het Utrechtse Hercules. Daar werd hij gescout door FC Utrecht, waar hij in de jeugdopleiding terecht kwam. Nadat eerder Ajax interesse had getoond om Van Sas toe te voegen aan de jeugdopleiding besloot Van Sas in 2020 over te stappen naar de jeugdopleiding van Manchester City. Naar eigen zeggen boden de Citizens hem namelijk het beste opleidingsplan. Bij deze club won hij de Premier League voor spelers onder de 18 eenmaal en de Premier League voor spelers onder de 21 tweemaal.

### Feyenoord
In de zomer van 2023 maakte Van Sas de overstap naar Feyenoord, waar hij als back-up van de tijdelijke eerste keeper Timon Wellenreuther moest dienen. Feyenoord wenste een extra keeper toe te voegen door een langdurige blessure van eerste keuze Justin Bijlow. Van Sas tekende een contract voor drie jaar. Met de Rotterdammers won hij in zijn eerste seizoen de KNVB Beker. Enkele maanden later volgde ook nog de Johan Cruijff Schaal.
Verhuur aan Vitesse
Op 2 september 2024 werd bekend dat Van Sas voor een seizoen verhuurd werd aan het gedegradeerde Vitesse. Van Sas zou de concurrentiestrijd aangaan met Tom Bramel, die in eerste instantie ook eerste keeper zou worden. Van Sas mocht zijn debuut maken op 31 oktober 2024 tegen RKC Waalwijk in de KNVB beker, deze wedstrijd werd met 3-1 verloren. Van Sas speelde later in het seizoen nog 12 wedstrijden in de Keuken Kampioen Divisie. 
Wycombe Wanders
Op 28 juni werd bekend dat Feyenoord Van Sas liet vertrekken naar League One-club Wycombe Wanders. Van Sas tekende een contract tot medio 2028.

## Clubstatistieken
| Seizoen | Club      | Competitie     | Competitie | Competitie | Beker | Beker | Overig | Overig | Totaal | Totaal |
| Seizoen | Club      | Competitie     | Wed.       | Dlp.       | Wed.  | Dlp.  | Wed.   | Dlp.   | Wed.   | Dlp.   |
| ------- | --------- | -------------- | ---------- | ---------- | ----- | ----- | ------ | ------ | ------ | ------ |
| 2024/25 | Feyenoord | Eredivisie     | 0          | 0          | 0     | 0     | 0      | 0      | 0      | 0      |
| 2024/25 | Vitesse   | Eerste divisie | 12         | 0          | 1     | 0     | 0      | 0      | 13     | 0      |
| Totaal  | Totaal    | Totaal         | 12         | 0          | 1     | 0     | 0      | 0      | 13     | 0      |

Bijgewerkt t/m 21 mei 2025.

## Erelijst
| KNVB Beker           | 1x | 2023/24 |
| Johan Cruijff Schaal | 1x | 2024    |